# 木曽の女
「木曽の女」（きそのひと）は、北島三郎のシングル。1973年10月5日に日本クラウンから発売された。

## 概要
- 通称「女（ひと）シリーズ」[2] [3] [4]と呼ばれる内の一曲であり、歌詞はサビに木曽節を挟み、歌詞の中には馬籠の宿、中仙道、南木曽の花馬祭[5]、お六櫛[6]が登場する。
- 2004年にリリースされた「【函館の女】〜女シリーズ〜その女をたずねて」[7]、2007年にリリースされた「その女をたずねて〜函館から沖縄まで〜」[8]にも収録されている。

## 収録曲
両曲共／作詞：星野哲郎
1. 木曽の女
作曲・編曲：島津伸男
2. 男泣き（みやらび）
作曲：一の木優、編曲：湯野カオル